# Wilshire/Western
Wilshire/Western - końcowa stacja linii D metra w Los Angeles znajdująca się w przy skrzyżowaniu ulic Wilshire Boulevard i Western Avenue na granicy dzielnicy Mid-Wilshire z dzielnicą Koreatown w Los Angeles. Pierwotnie planowane było przedłużenie linii do Fairfax Avenue i dalej do San Fernando Valley.
Na stacji znajdują się dwa murale zatytułowane "People Coming" i "People Going".

## Godziny kursowania
Pociągi linii D kursują codziennie w godzinach od 5:00 do 0:45